# Alliage d'aluminium 6061
L'alliage d'aluminium 6061 (désignation UNS A96061) est un alliage d'aluminium apte au durcissement structural (vieillissement) et contenant principalement du magnésium et du silicium comme éléments d'alliage majeurs. Initialement nommé « Alliage 61S », il a été développé en 1935. Cet alliage présente de bonnes propriétés mécaniques, une excellente soudabilité (en) et est fréquemment utilisé pour l'extrusion,. C'est l'un des alliages d'aluminium les plus courants pour les applications générales.
Il est disponible dans des états prétraités, comme le 6061-O (recuit), et dans des états traités thermiquement, comme le 6061-T6 (traité pour atteindre un durcissement maximal) et le 6061-T651 (traité, revenu et vieilli).

## Composition chimique
La composition de l'alliage 6061 en pourcentage de la masse totale :
| élément constitutif | minimum | maximum                      |
| ------------------- | ------- | ---------------------------- |
| Aluminium           | 95,85 % | 98,56 %                      |
| Magnésium           | 0,80 %  | 1,20 %                       |
| Silicium            | 0,40 %  | 0,80 %                       |
| Fer                 | 0       | 0,70 %                       |
| Cuivre              | 0,15 %  | 0,40 %                       |
| Chrome              | 0,04 %  | 0,35 %                       |
| Zinc                | 0       | 0,25 %                       |
| Titane              | 0       | 0,15 %                       |
| Manganèse           | 0       | 0,15 %                       |
| (autres)            | 0       | 0,15 % total (0,05 % chacun) |

## Propriétés
Les propriétés mécaniques de l'aluminium 6061 dépendent fortement de la trempe ou du traitement thermique du matériau. Cependant, le module de Young est de 69 GPa quelle que soit la trempe.

### 6061-O
L'aluminium 6061 recuit (6061-O) possède une résistance à la traction ultime (en) maximale de 150 MPa, et une limite d'élasticité maximale de 83 MPa ou 110 MPa. Le matériau présente un allongement à la rupture de 10 à 18 %.
Pour obtenir l'état recuit, l'alliage est généralement chauffé à 415 °C pendant 2 à 3 heures.

### 6061-T4
L'aluminium 6061-T4 possède une résistance à la traction ultime d'au moins 180 MPa ou 210 MPa et une limite d'élasticité d'au moins 110 MPa. Il présente un allongement de 10 à 16 %.

### 6061-T6

Processus standard de traitement thermique de l'aluminium 6061-T6.

L'aluminium 6061-T6 est traité pour maximiser le durcissement structural (et donc la limite d'élasticité maximale) pour cet alliage. Il possède une résistance à la traction ultime d'au moins 290 MPa et une limite d'élasticité d'au moins 240 MPa. Les valeurs typiques sont de respectivement 310 MPa et 270 MPa,. Pour des épaisseurs de 6,35 mm ou moins, le T6 présente un allongement d'au moins 8 % ; pour des sections plus épaisses, l'allongement atteint 10 %.
La valeur typique de conductivité thermique pour le 6061-T6 à 25 °C est d'environ 152 W/m·K.
La limite d'endurance sous charge cyclique est de 97 MPa pour 500 millions de cycles entièrement inversés, selon un test de fatigue standard RR Moore. Il convient de noter que l'aluminium ne présente pas un "genou" bien défini sur sa courbe S-N, ce qui suscite des débats quant au nombre de cycles équivalant à une "durée de vie infinie". De plus, la valeur réelle de la limite de fatigue pour une application peut être fortement influencée par les facteurs de dégradation conventionnels tels que la charge (en) ou la finition de surface (en).

## Microstructure

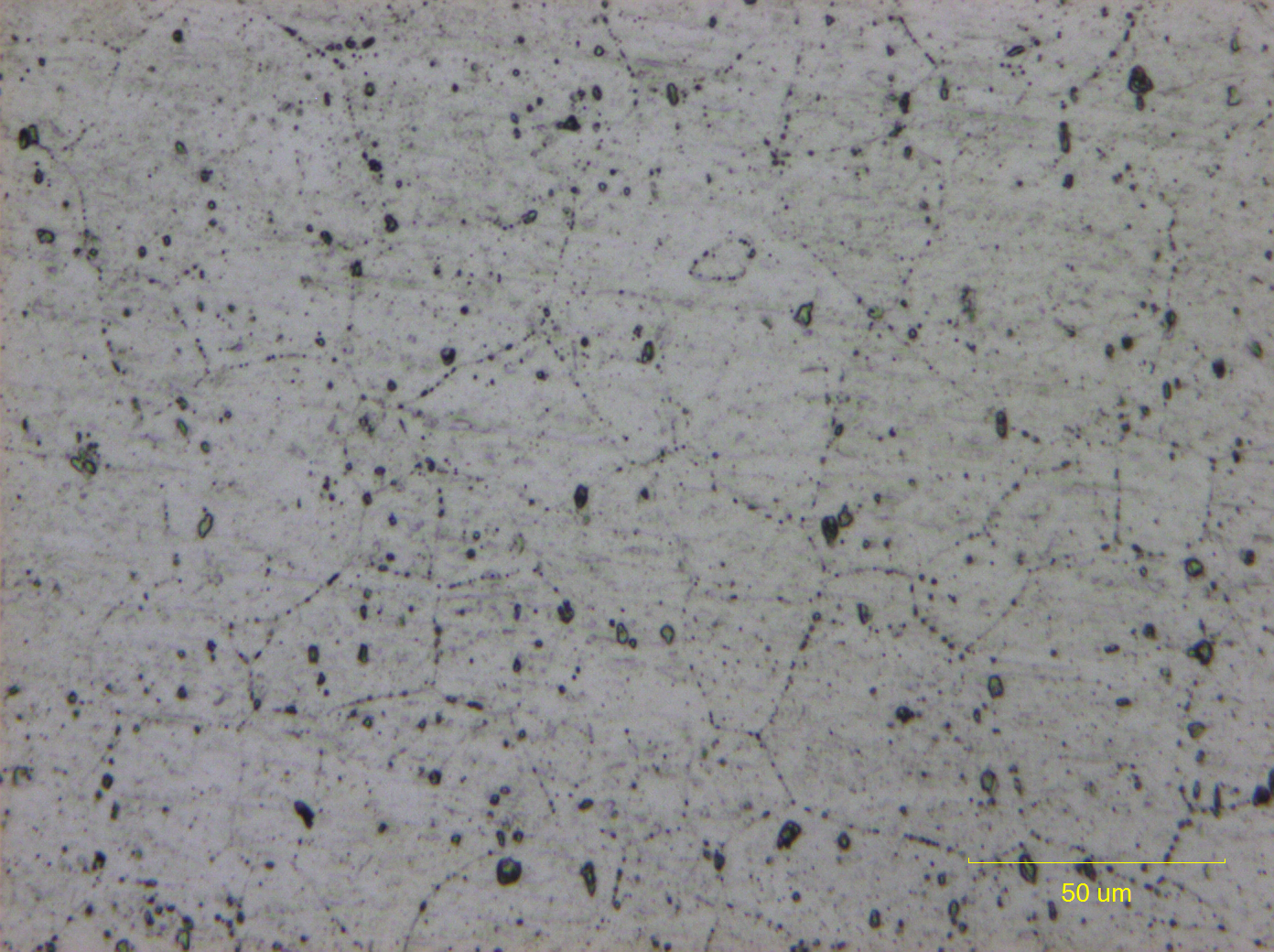
Joints de grains dans une plaque extrudée en alliage d'aluminium 6061. L'échelle (en jaune) est en micromètres (m)

Différents traitements thermiques de l'aluminium contrôlent la taille et la dispersion des précipités de Mg2Si dans le matériau. Des phases secondaires de fer, manganèse et chrome telles le Fe2Si2Al9 et le (Fe,Mn,Cr)3SiAl12 se forment souvent sous forme d'inclusions dans le matériau. Les tailles des joints de grains évoluent également, mais elles ont un impact moins significatif sur la résistance que les précipités.
Les tailles de grains peuvent varier de plusieurs ordres de grandeur en fonction des contraintes appliquées. Certains alliages d'aluminium spécialement traités pour cela ont des diamètres de grains de l'ordre de centaines de nanomètres, mais la plupart ont des dimensions comprises entre quelques micromètres et plusieurs centaines de micromètres.